# Короленка
Короленка — деревня в Седельниковском районе Омской области. Входит в состав Новоуйского сельского поселения.

## История
Основана в 1909 г. В 1928 г. состояла из 21 хозяйства, основное население — белорусы, выходцы с Брестской области, аг. Мотоль, Ивановского района. В составе Ново-Уйского сельсовета Седельниковского района Тарского округа Сибирского края.

## Население
| 1926 | 2010 |
| ---- | ---- |
| 105  | ↗214 |